# Constitución del Estado Guárico
La Constitución del Estado Guárico es el texto fundamental del ordenamiento jurídico estatal. 
El Consejo Legislativo del Estado decretó la nueva Constitución el 8 de noviembre de 2006.

## Composición
- TÍTULO I

DISPOSICIONES FUNDAMENTALES
- TITULO II

DEL TERRITORIO DEL ESTADO Y SU DIVISIÓN POLÍTICA
CAPÍTULO I: DE LOS LÍMITES, LA CAPITAL Y LA DIVISIÓN POLÍTICO-TERRITORIAL
- TÍTULO III

DE LOS DERECHOS, GARANTÍAS Y DEBERES DE LOS CIUDADANOS
CAPÍTULO I: DISPOSICIONES GENERALES
CAPÍTULO II: DE LOS DERECHOS SOCIALES, FAMILIARES, CIVILES Y ECONÓMICOS
SECCIÓN I: DE LOS DERECHOS SOCIALES Y DE LAS FAMILIAS
SECCIÓN II: DE LOS DERECHOS CULTURALES Y EDUCATIVOS
SECCIÓN III: DE LOS DERECHOS CIVILES Y ECONÓMICOS
SECCIÓN IV: DE LOS DERECHOS AMBIENTALES
SECCIÓN V: DE LOS DERECHOS DEL SECTOR AGRÍCOLA, PECUARIO Y PESQUERO
SECCIÓN VI: DE LOS DERECHOS POLÍTICOS Y REFERÉNDUM POPULAR
CAPÍTULO III: DE LOS DEBERES
- TÍTULO IV

DEL PODER PÚBLICO DEL ESTADO GUÁRICO
CAPÍTULO I: DISPOSICIONES GENERALES
CAPÍTULO II: DE LOS PRINCIPIOS QUE RIGEN LA ADMINISTRACIÓN PÚBLICA ESTADAL
CAPÍTULO III: DEL PODER LOCAL MUNICIPIOS Y PARROQUIAS
CAPÍTULO IV: DE LOS DISTRITOS
- TÍTULO V

DE LA ORGANIZACIÓN DEL PODER PÚBLICO DEL ESTADO GUÁRICO
CAPÍTULO I: DEL PODER EJECUTIVO DEL ESTADO GUÁRICO
SECCIÓN I: DISPOSICIONES GENERALES
SECCIÓN II: DEL GOBERNADOR O GOBERNADORA DEL ESTADO, SUS DEBERES Y ATRIBUCIONES
SECCIÓN III: DEL SECRETARIO O SECRETARIA GENERAL DE GOBIERNO Y DE LAS SECRETARÍAS DEL EJECUTIVO
SECCIÓN IV: DE LA PROCURADURÍA GENERAL DEL ESTADO
SECCIÓN V: DE LA CONTRALORÍA GENERAL DEL ESTADO
SECCIÓN VI: DE LOS ESTADOS DE EMERGENCIA Y ALARMA
CAPÍTULO II DEL PODER LEGISLATIVO ESTADAL
SECCIÓN I: DISPOSICIONES GENERALES
SECCIÓN II: DEL FUNCIONAMIENTO DEL CONSEJO LEGISLATIVO ESTADAL
SECCIÓN III: DE LAS ATRIBUCIONES DEL CONSEJO LEGISLATIVO
ECCIÓN IV: DE LA COMISIÓN DELEGADA
SECCIÓN V: DE LA FORMACIÓN DE LAS LEYES
- TÍTULO VI

DE LA HACIENDA PÚBLICA ESTADAL
CAPÍTULO I: DISPOSICIONES FUNDAMENTALES
CAPÍTULO II: DEL RÉGIMEN PRESUPUESTARIO
CAPÍTULO III: DEL SISTEMA TRIBUTARIO
- TÍTULO VII

DE LA PROTECCIÓN DE LA CONSTITUCIÓN
CAPÍTULO I: DE LA GARANTÍA DE LA CONSTITUCIÓN
CAPÍTULO II: DE LA REFORMA Y ENMIENDA DE LA CONSTITUCIÓN
DISPOSICIÓN DEROGATORIA